# Дјебрад
Дјебрад (слч. Debraď) насељено је мјесто са административним статусом сеоске општине (слч. obec) у округу Кошице-околина, у Кошичком крају, Словачка Република.

## Становништво
| Година:    | 1994. | 2004.   | 2014.   | 2024.   |
| ---------- | ----- | ------- | ------- | ------- |
| Број људи: | 389   | 380     | 384     | 400     |
| Разлика:   |       | -2,31 % | +1,05 % | +4,16 % |

| Година:    | 2023. | 2024.   |
| ---------- | ----- | ------- |
| Број људи: | 409   | 400     |
| Разлика:   |       | -2,20 % |

Према подацима о броју становника из 2011. године насеље је имало 376 становника.